# Gaetano Ventimiglia
Il barone Gaetano Ventimiglia, detto Gaetano di Ventimiglia (Catania, 14 dicembre 1888 – Roma, 4 luglio 1974), è stato un direttore della fotografia e calciatore italiano.

## Biografia

### Nel calcio
Studiava all'Accademia di Belle Arti di Roma e tornò in Sicilia in seguito al terremoto del 1908 a Messina e Reggio Calabria, per aiutare la popolazione colpita dal disastro. Dopodiché ritornò a Catania, dove prese in consegna la società di Francesco Sturzo d'Aldobrando e insegnò il calcio ai giovani catanesi che avrebbero disputato solo amichevoli fino alla prima guerra mondiale; è ritenuto il fondatore della Pro Patria Catania, antenata del Catania. Fu anche il primo capitano.

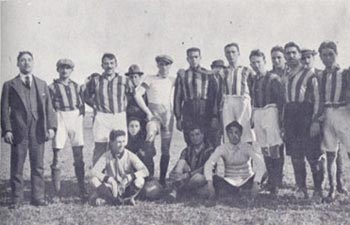
Il terzo da sinistra in piedi è Gaetano Ventimiglia nel 1909.

### Nel cinema
In seguito si dedicò al cinema e fu responsabile della fotografia in una decina di film dal 1922 al 1950. Iniziò con L'incognita di Gennaro Righelli, poi collaborò anche con il tedesco Walter Niebuhr e con il giovane Alfred Hitchcock (in tre film).
Insegnante al Centro Sperimentale di Cinematografia di Roma, inventò la OG 300 e la Vistavision.

## Filmografia
- L'incognita, regia di Gennaro Righelli (1922)
- Venetian Lovers, regia di Walter Niebuhr e Frank A. Tilley (1925)
- Die Stadt der Versuchung, regia di Walter Niebuhr (1925)
- Il labirinto delle passioni (The Pleasure Garden), regia di Alfred Hitchcock (1925)
- The Mountain Eagle, regia di Alfred Hitchcock (1926)
- Il pensionante (The Lodger: A Story of the London Fog), regia di Alfred Hitchcock (1927)
- Sailors Don't Care, regia di W.P. Kellino (1928)
- The Physician, regia di Georg Jacoby (1928)
- L'ultima carta, regia di Piero Ballerini (1938)
- Abbiamo vinto!, regia di Robert A. Stemmle (1950)